# Izdebno-Kolonia (Lublin)
Pour les articles homonymes, voir Izdebno-Kolonia.
Izdebno-Kolonia (prononciation [izˈdɛbnɔ kɔˈlɔɲa]) est un village de la gmina de Rybczewice du powiat de Świdnik dans la voïvodie de Lublin, situé dans l'est de la Pologne.

## Histoire
De 1975 à 1998, le village est attaché administrativement à l'ancienne voïvodie de Lublin.

Depuis 1999, il fait partie de la nouvelle voïvodie de Lublin.